# Volpiano
Volpiano is een gemeente in de Italiaanse provincie Turijn (regio Piëmont) en telt 13.638 inwoners (31-12-2004). De oppervlakte bedraagt 32,4 km², de bevolkingsdichtheid is 421 inwoners per km².
De volgende frazioni maken deel uit van de gemeente: Cascine Di Malone.

## Demografie
Volpiano telt ongeveer 5254 huishoudens. Het aantal inwoners steeg in de periode 1991-2001 met 3,6% volgens cijfers uit de tienjaarlijkse volkstellingen van ISTAT.
| Jaar | Inwoneraantal |
| ---- | ------------- |
| 1991 | 12.536        |
| 2001 | 12.991        |

## Geografie
De gemeente ligt op ongeveer 219 m boven zeeniveau.
Volpiano grenst aan de volgende gemeenten: San Benigno Canavese, Lombardore, Chivasso, Leinì, Brandizzo, Settimo Torinese.